# Ganglio di Gasser
Nell'anatomia umana il  ganglio di Gasser, detto anche ganglio trigeminale o ganglio semilunare, è un ganglio del nervo trigemino che porta il nome del suo scopritore Johann Lorenz Gasser.

## Anatomia
Si ritrova nella fossa cranica media presso l'apice della piramide del temporale in un recesso costituito da dura madre detto "cavo del Meckel".
Dal ganglio partono 3 branche (o rami) periferiche:
- Branca oftalmica (o superiore)
- Branca mascellare (o medio), che innerva parte della cute del viso (labbro superiore, guance)
- Branca mandibolare (o inferiore)

Ma in realtà già nel Meckel le fibre del trigemino si dividono in tre: per tal motivo il Gasser è da considerarsi l'insieme di tre gangli.